# Carlos Ruiz Herrero
Carlos Ruiz Herrero, conegut futbolísticament com a Carlos, (Bilbao, 7 de juny de 1948) és un exfutbolista basc de les dècades de 1970 i 1980.

## Trajectòria
Format a la SD Begoña i al CD Getxo, l'any 1970 ingressà al primer equip de l'Athletic Club. Al club de Bilbao jugà durant 11 temporades a primera divisió, disputant un total de 213 partits i marcant 81 gols. Guanyà una Copa l'any 1973 i fou pitxitxi a la lliga la temporada 1974-75 amb 19 gols marcats. L'any 1981 fitxà pel RCD Espanyol, club on jugà la seva darrera temporada en actiu, disputant 21 partits de lliga en els quals marcà 2 gols. No arribà a ser internacional amb la selecció espanyola absoluta, però si ho fou amb la sots 21 en un partit enfront Iugoslàvia disputat a l'Estadi Manuel Martínez Valero d'Elx.